# Harpiola grisea
Harpiola grisea — вид ссавців родини лиликових. 

## Проживання, поведінка
Країна поширення: Індія (штат Уттар-Прадеш). Вид був записаний з висоти 1692 м над рівнем моря в густих гірських лісах. 

## Загрози та охорона
Цей вид знаходиться під загрозою через вирубки лісу, як правило, в результаті лісозаготівель і перетворення земель для людських поселень. Немає заходів по збереженню на місці і не відомо, чи вид присутній в охоронних територіях. 